# Nelson Iacovini
Nelson Iacovini (San Marco Argentano, 19 novembre 1917 – Napoli, 2 maggio 1982) è stato un economista italiano.

## Biografia
Laureato in ingegneria meccanica presso l'Università di Napoli si dedicò soprattutto a studi economici e finanziari, elaborando nel 1962 una Nuova Teoria del Reddito e dell'Occupazione, divulgata dall'economista Giuseppe Palladino in una serie di otto articoli pubblicati su Il Mattino di Napoli nel luglio-agosto 1964.
La sua teoria si basa sul calcolo dei tempi di ammortamento e sulla possibilità di individuare le origini delle plusvalenze di circolazione finanziaria al fine di impedirne la formazione, in vista del conseguimento di obiettivi di massima utilità sociale.
La sua ipotesi di pianificazione economico-finanziaria prevedeva la distribuzione degli investimenti nel breve, medio e lungo termine, in modo tale da far risultare i rispettivi ammontari (Q) in proporzione inversa ai tempi di ammortamento (T), secondo la seguente eguaglianza: Q(1)xT(1)=Q(2)xT(2)=Q(3)xT(3). In tal modo si impediva la nascita di plusvalenze di circolazione finanziaria utilizzabili in funzione speculativa invece che produttiva. 
Lo studioso espose la sua teoria attraverso alcune pubblicazioni: "Nuova Teoria del Reddito e della Pianificazione Finanziaria", "Money and The Social Question" e "La Situazione Monetaria dopo la Inconvertibilità del Dollaro" (pubblicato in tre lingue) e una conferenza sul tema "La Programmazione Economica e Finanziaria nel Paese ed in Calabria" tenuta nel 1966 nella Sala Consiliare del Palazzo dei Bruzi in Cosenza.

## Opere
- Nelson Jacovini, Nuova Teoria Generale del Reddito e della Pianificazione finanziaria - Applicazioni e risultati, Jacovini & C. ed., Napoli, 1962
- Nelson Jacovini, Money and the Social Question, Jacovini & C. ed., Napoli, 1971
- Nelson Jacovini, La Situazione Monetaria dopo la Inconvertibilità del Dollaro, Jacovini & C. ed., Napoli, 1972